# Baku (cacciatorpediniere)
Il Baku fu un cacciatorpediniere conduttore della Voenno-morskoj flot, entrato in servizio nel dicembre 1939 come quinta unità della classe Leningrad.
Assegnato inizialmente in forza alla Flotta del Pacifico, in piena seconda guerra mondiale il cacciatorpediniere fu riassegnato in forza alla Flotta del Nord, raggiungendo nell'ottobre 1942 Murmansk da Vladivostok dopo un epico viaggio lungo la costa settentrionale della Siberia; l'unità fu quindi impegnata nelle operazioni del teatro dell'Artico della seconda guerra mondiale, facendo da scorta ai convogli navali e conducendo incursioni lungo la costa settentrionale della Norvegia.
Dopo la guerra il Baku fu impiegato come unità per l'addestramento, venendo disarmato nel febbraio 1956 per essere impiegato come nave bersaglio e nave deposito; radiato dal servizio il 30 luglio 1963, lo scafo fu avviato alla demolizione nel 1964.

## Storia

### Entrata in servizio e prime operazioni
Ordinata nell'ambito del secondo piano quinquennale del 1933, la costruzione delle componenti della nave ebbe inizio presso il Cantiere navale n. 198 (Marti) di Nikolaev nel Mar Nero il 5 gennaio 1935 con numero di costruzione 267; le parti prefabbricate furono quindi trasferite per via ferroviaria tramite la Transiberiana fino alla stazione di Chabarovsk nell'Estremo oriente russo, per poi essere portate tramite barconi lungo il fiume Amur fino al Cantiere navale n. 199 di Komsomol'sk-na-Amure per l'assemblaggio finale, curato dagli ingegneri navali Konstantin Terletsky e Pavel Goynkis. La nave fu quindi impostata il 10 marzo 1936, e i lavori procedettero speditamente grazie all'utilizzo di uno squero orizzontale progettato da Goynkis per la costruzione e l'installazione delle macchine. La nave fu infine varata il 25 luglio 1938: inizialmente il nome previsto era Kiev in onore dell'omonima città dell'Ucraina, ma al momento del varo fu scelto il nome di Ordžonikidze per onorare l'omonimo rivoluzionario e politico sovietico deceduto l'anno prima .
La nave ancora incompleta fu quindi trainata giù per il fiume Amur raggiungendo Sovetskaja Gavan' il 27 settembre, dove furono installati alcuni dei componenti mancanti e lo scafo fu preparato per affrontare il mare aperto; il cacciatorpediniere fu quindi trainato a Vladivostock il 25 ottobre seguente per completare l'allestimento presso il Cantiere navale n. 202 (Dalzavod). Completate le prove in mare, la nave entrò ufficialmente in servizio il 27 dicembre 1939, mutando il nome in Sergo Ordžonikidze ("Sergo" era lo pseudonimo da rivoluzionario di Ordžonikidze). Dopo altre prove ed esercitazioni al combattimento, l'unità fu assegnata in forza alla 1ª Divisione cacciatorpediniere della Flotta del Pacifico il 6 maggio 1940. Al fine di riusare il nome di Ordžonikidze per un progettato incrociatore della classe Kirov, il cacciatorpediniere fu rinominato il 25 settembre 1940 Baku, in onore dell'omonima città all'epoca capitale della Repubblica Socialista Sovietica Azera.
Dopo l'inizio dell'invasione tedesca dell'Unione Sovietica nel giugno 1941 il Baku, ora agli ordini del capitano di corvetta Boris Belyayev, fu impiegato nella posa di sbarramenti minati difensivi delle basi navali sovietiche nell'Estremo oriente, oltre che nella scorta delle navi da trasporto; all'inizio di ottobre fu dotato di un apparato di demagnetizzazione.

### Il trasferimento alla Flotta del Nord
A causa della debolezza della Flotta del Nord di base a Murmansk e della contemporanea necessità di fornire protezione ai "convogli artici" che portavano in Unione Sovietica gli aiuti forniti dagli Alleati occidentali, nel maggio 1942 lo Stavka decise di trasferire a Murmansk alcune moderne unità ora in forza alla Flotta del Pacifico. L'ordine in tal senso venne formulato il 18 giugno dal ministro della Marina Nikolaj Gerasimovič Kuznecov: il Baku, insieme a tre moderni cacciatorpediniere della classe Gnevnyj (Razumny, Razyaryonny e Revnostny), si sarebbe trasferito da Vladivostock a Murmansk attraverso le acque del Mar Glaciale Artico; sarebbe stata la prima volta che le navi da guerra sovietiche avrebbero percorso la "rotta artica" da est verso ovest. La spedizione sarebbe stata accompagnata da tre rompighiaccio, tre petroliere per i rifornimenti di carburante e due navi da trasporto per i rifornimenti di materiali, e fu preparata nel più stretto segreto con il pretesto di una ricollocazione delle unità interessate nella Kamčatka. Per rinforzare il suo scafo contro la minaccia dell'urto con il ghiaccio, il Baku fu messo in cantiere a Vladivostock in giugno: per quanto riguarda le principali modifiche installate, le fiancate furono rinforzate da travi di legno dello spessore di 100 millimetri rivestite con lamiere di 3-5 millimetri, l'apparato di demagnetizzazione fu spostato all'interno dello scafo, un nuovo apparato antincendio fu installato nella sala macchine, le eliche ordinarie furono sostituite con altre più adatte alla navigazione nel ghiaccio, e i pezzi antiaerei da 45 mm furono sostituiti da altri da 37 mm.
Prove eseguite nel Golfo Vostok dopo il completamento dei lavori rilevarono che l'aumento del peso dato da queste modifiche aveva ridotto la tenuta a mare dell'unità, ma il Baku fu comunque classificato come pronto a intraprendere il viaggio. Il Baku e i tre cacciatorpediniere salparono da Vladivostock il 15 luglio 1942, passando attraverso lo Stretto dei Tartari prima di fermarsi per il rifornimento a De-Kastri il 17 luglio. Da qui la formazione procedette alla volta del Mare di Ochotsk, ma il 18 luglio il Revnostny entrò in collisione con una nave da trasporto nel Golfo di Sachalin, obbligando l'intera spedizione a fermarsi; il 19 luglio, dopo l'ordine in tal senso emesso da Kuznecov, la formazione riprese il mare senza il danneggiato Revnostny. Dopo aver passato lo Stretto Pervyj Kuril'skij il 22 luglio, la formazione sovietica fu avvistata da una nave da guerra giapponese che la tallonò fino all'arrivo nella baia di Avačinskij nella Kamčatka; i cacciatorpediniere si trasferirono quindi per il rifornimento a Petropavlovsk-Kamčatskij, per poi dirigere alla volta della Penisola dei Ciukci arrivando nella Baia Providenija il 30 luglio. La spedizione fece qui sosta per due settimane, sistemando alcuni malfunzionamenti; un rompighiaccio, una petroliera e un trasporto affiancarono il gruppo dei tre cacciatorpediniere, e l'intera formazione riprese il mare il 14 agosto.  Le prime formazioni di ghiaccio furono incontrate già il 15 agosto, e i movimenti della spedizione divennero progressivamente sempre più difficili dopo aver attraversato lo Stretto di Bering e aver piegato verso ovest; superato lo Stretto di De Long, la formazione si fermò a Pevek all'inizio di settembre dove il Razumny dovette fermarsi a causa di problemi alle macchine. Il Baku e il Razyaryonny entrarono quindi nella Baia di Ambarčik il 14 settembre, dove il ghiaccio li obbligò a procedere alla ridotta velocità di tre nodi.
Lottando contro il ghiaccio, la formazione attraversò il Mare della Siberia orientale per entrare quindi nel Mare di Laptev fermandosi a Tiksi il 17 settembre per rifornimenti e lavori di riparazione minori; il Baku dovette prendere a traino il Razyaryonny, rimasto temporaneamente immobilizzato a causa di un'elica piegata. Preceduti da un nuovo rompighiaccio, i due cacciatorpediniere ripresero il mare il giorno seguente; a causa della presenza di unità tedesche nelle acque del Mar di Kara, le navi sovietiche attraversarono lo Stretto di Vil'kickij in pieno assetto di combattimento, facendo quindi scalo a Dikson il 24 settembre per sistemare alcuni piccoli malfunzionamenti. La formazione riprese il mare il 9 ottobre, e dopo aver incontrato una violenta tempesta nel Mar di Kara si ricongiunse alle unità della Flotta del Nord il giorno seguente nello Stretto di Jugor. Raggiunte anche dal riparato cacciatorpediniere Razumny, le navi sovietiche, accompagnate da quattro rompighiaccio e 22 trasporti, fecero il loro ingresso nella Baia di Kola il 14 ottobre gettando l'ancora a Vaenga; il comandante Belyayev del Baku, che aveva diretto la missione, ricevette l'Ordine della Guerra patriottica di prima classe per la sua condotta.

### Servizio nell'Artico
Il Baku rimase per due settimane in cantiere a Vaenga, eliminando le sistemazioni particolari per la navigazione nel ghiaccio, aumentare la dotazione di armi antiaeree e anti-sommergibili e ricevere uno schema pittorico mimetico; nel mentre, il 20 ottobre 1942 l'unità fu fatta nave ammiraglia della 1ª Divisione dell'appena creata "Brigata cacciatorpediniere" della Flotta del Nord. Completati i lavori, il Baku iniziò le sue attività belliche scortando navi da trasporto nel Mar Bianco, per poi condurre il 29 ottobre insieme al Razumny un bombardamento costiero nella zona di Petsamo in appoggio a un attacco sovietico. Tra il 17 e il 20 novembre il Baku e il cacciatorpediniere Sokrušitel'nyj furono impegnati nella scorta al convoglio alleato QP 15 diretto da Arcangelo al Mare di Barents; il convoglio incontrò una violenta tempesta che spezzò in due e affondò il Sokrušitel'nyj, mentre il Baku fu gravemente danneggiato con numerosi compartimenti invasi dall'acqua e due caldaie poste fuori uso. Il cacciatorpediniere dovette rientrare alla base il 22 novembre con uno sbandamento di 40° a sinistra, rimanendo in cantiere per le riparazioni fino al 15 gennaio 1943.
Il 20 gennaio 1943 il Baku e il Razumny compirono una sortita notturna in direzione di Tromsø dopo notizie di intelligence circa la presenza di un convoglio tedesco. Le unità sovietiche ingaggiarono quindi in combattimento una formazione nemica composta dal posamine Skagerrak, da due dragamine e due cacciasommergibili al largo di capo Makkaur nella Penisola di Varanger: dopo aver serrato le distanze il Baku lanciò infruttuosamente quattro siluri verso lo Skagerrak, scambiato per una nave da trasporto, per poi scambiare cannonate con le unità tedesche per sette minuti fino a quando il peggiorare della visibilità non rese impossibile continuare lo scontro. Le due unità rientrarono alla base senza problemi, e per quanto la propaganda sovietica rivendicasse la vittoria nello scontro il comandante della Flotta del Nord, viceammiraglio Arsenij Grigor'evič Golovko, criticò la poca aggressività messa in luce dai cacciatorpediniere.
Il 2 e 3 febbraio 1943 il Baku e il Razumny scortarono un convoglio nella Baia di Kola, mentre tra il 27 e il 28 marzo il Baku (con a bordo lo stesso viceammiraglio Golovko) e i cacciatorpediniere Gromky e Grozny compì una sortita lungo la costa settentrionale della Norvegia alla ricerca di navi tedesche, senza tuttavia trovare bersagli da attaccare. Dopo aver scortato tre mercantili alleati nella Bia di Kola il 15 maggio, il Baku e i cacciatorpediniere Gromky, Grozny e Gremyashchiy scortarono un convoglio di rompighiaccio sovietici dal Mar Bianco al Mare di Barents tra l'8 e il 20 giugno. Inviato ad Arcangelo, da luglio a novembre 1943 il Baku scortò dei convogli locali tra la città e la Penisola di Kola, per poi essere messo in cantiere per lavori di rinforzo dello scafo alla fine dell'anno.
Il cacciatorpediniere fu impegnato in missioni di scorta ai convogli nelle acque di casa per tutto il periodo compreso tra il giugno e il novembre 1944, salvo una sortita nel Mare di Barents per scortare il convoglio alleato JW 59 a Murmansk il 24-25 agosto e una missione di bombardamento costiero tra Vardø e Vadsø il 26 ottobre, in appoggio agli attacchi terrestri dell'offensiva di Petsamo-Kirkenes nel nord della Norvegia. Tra il 6 e l'8 dicembre il Baku, divenuto nave di bandiera del contrammiraglio Vitaly Fokin, partecipò a una vasta operazione di ricerca anti-sommergibili con altri cinque cacciatorpediniere sovietici, a protezione del convoglio alleato RA 62. Nel gennaio 1945 il cacciatorpediniere tornò alle abituali missioni di scorta nelle acque sovietiche; il 6 marzo la nave fu insignita dell'onorificenza dell'Ordine della Bandiera rossa per la sua condotta in guerra.

### Nel dopoguerra
Dopo la conclusione delle ostilità il Baku fu messo in cantiere a Murmansk per lavori di riparazione e aggiornamento (di ridotta entità a causa delle scarse risorse locali), rientrando in servizio operativo il 17 aprile 1946. Negli anni successivi la nave fu impegnata in esercitazioni con il resto della flotta durante i mesi estivi, mentre in inverno veniva posta in riserva; nel 1947 il Baku fu utilizzato durante le riprese per il film di guerra sovietico Povest' o Neistovom. Il 29 ottobre 1948 il Baku fu sottoposto a grandi lavori di manutenzione presso il Cantiere navale No. 402 di Molotovsk, protrattisi nel tempo a causa dell'inesperienza tecnica delle locali maestranze; conclusi i lavori, il Baku rientrò in servizio il 12 gennaio 1949 e venne assegnato alla 178ª Brigata cacciatorpediniere.
Nel luglio 1954 il Baku fu designato per il trasferimento in forza alla Flotta del Baltico, salvo però essere destinato alla Flottiglia del Mar Bianco per svolgere funzioni da nave per prove ed esperimenti. Riclassificato ufficialmente come nave sperimentale il 17 febbraio 1956, il Baku fu disarmato e quindi convertito in nave bersaglio con la designazione TsL-31 il 18 aprile 1958; già il 31 maggio seguente, tuttavia, l'unità fu nuovamente riclassificata, divenendo la nave deposito PB-32 e quindi, il 2 giugno 1959, la nave caserma PKZ-171. Lo scafo fu infine radiato dal servizio il 30 luglio 1963 e avviato alla demolizione alla metà del 1964.